# جون أرواه
جون أرواه (بالإنجليزية: John Arwuah)‏ (1 سبتمبر 1985 بأكرا في غانا - ) هو لاعب كرة قدم غاني في مركز الوسط. شارك مع منتخب غانا تحت 17 سنة لكرة القدم. أما مع النوادي، فقد لعب مع أيل ليماسول وسوبر سبورت يونايتد وماريتزبرغ يونايتد ‏ ونادي أمازولو وDurban Stars F.C. ‏ وMK Land F.C. ‏ ونادي بلومفونتين سيلتيك.

## وصلات خارجية
- جون أرواه على موقع قاعدة بيانات كرة القدم.إي يو (الإنجليزية)
- جون أرواه على موقع Soccerway.com (الإنجليزية)